# Stazione di Maerne di Martellago

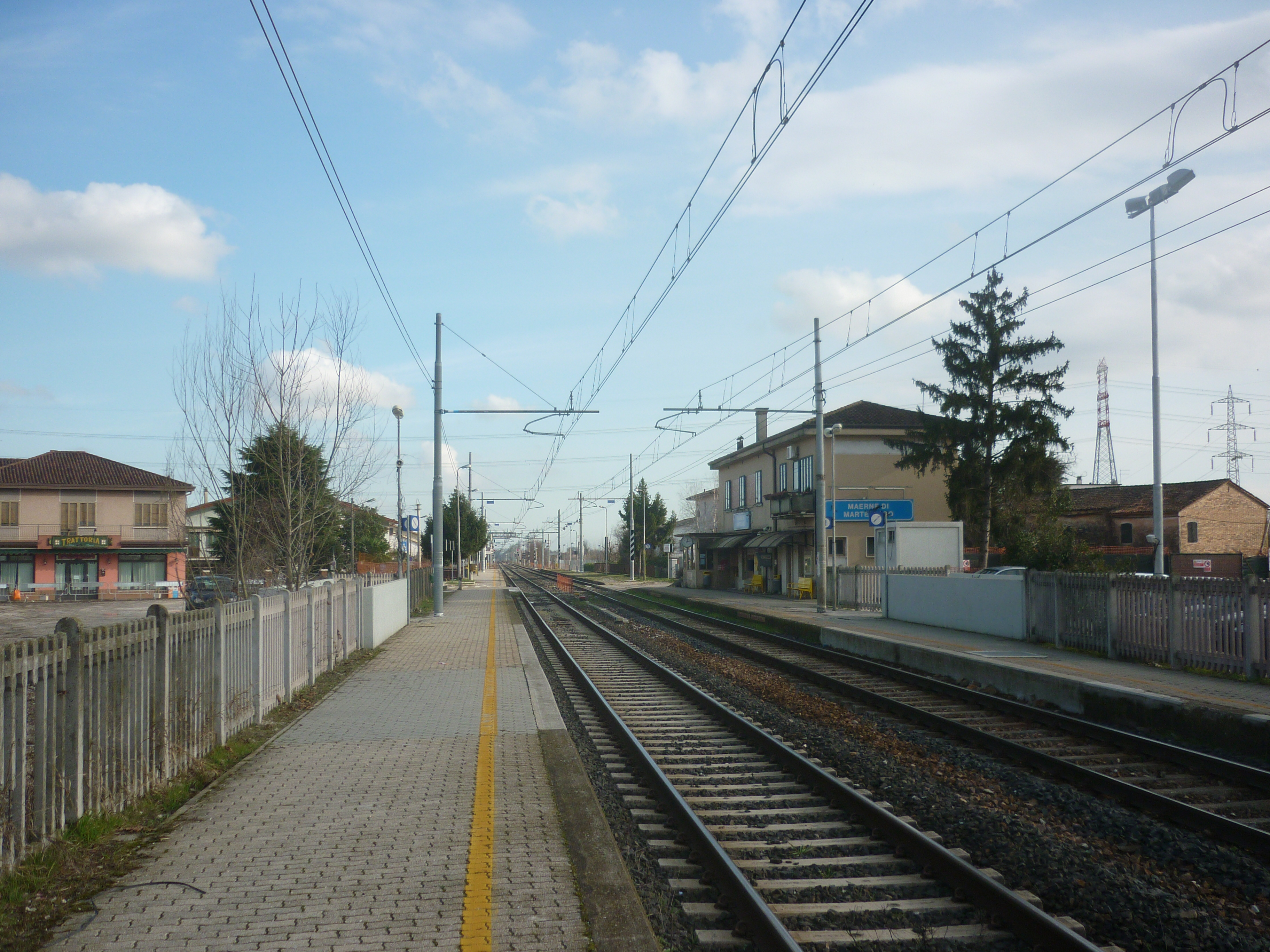
La stazione prima dei lavori di sistemazione. Si noti il gabbiotto dell'ex ufficio movimento poi eliminato

La stazione di Maerne di Martellago si trova tra le stazioni di Spinea e quella di Salzano-Robegano della linea Trento-Venezia.

## Strutture e impianti
La stazione è dotata di due binari; non è dotata né di biglietteria né di sala d'attesa. È impresenziata.
Il 26 febbraio 2011 è avvenuta l'inaugurazione della stazione ristrutturata secondo i parametri dell'SFMR (banchine rialzate, pensiline, parcheggio di scambio, accessibilità per i portatori di handicap). In questa occasione anche l'edificio principale della stazione è stato completamente rinnovato, e la parte in cui si trovava il vecchio ufficio movimento è stata demolita per lasciare spazio al sottopassaggio stradale in costruzione.
Il gestore RFI SpA la classifica come silver, cioè come impianto medio per servizi metropolitani-regionali.

## Movimento
La stazione è servita da treni regionali svolti da Trenitalia nell'ambito del contratto di servizio stipulato con le regioni interessate.